# Jerry St. Juste
Jeremiah „Jerry” St. Juste (ur. 19 października 1996 w Groningen) – holenderski piłkarz, grający na pozycji obrońcy w portugalskim klubie Sporting CP.                     
W swojej karierze grał m.in. w takich klubach jak: Sc Heerenveen, Feyenoord czy Mainz 05. Były młodzieżowy reprezentant Holandii                    

## Życiorys
Pochodzi z Saint Kitts i Nevis. W czasach juniorskich trenował w SV Marum i w sc Heerenveen. W styczniu 2015 dołączył do kadry pierwszego zespołu tego ostatniego. W rozgrywkach Eredivisie zadebiutował 24 stycznia 2015 w wygranym 4:1 meczu z Vitesse, wchodząc na boisko w 90. minucie za Joosta van Akena. W debiutanckim sezonie zagrał w 9 meczach w najwyższej klasie rozgrywkowej. Sezony 2015/2016 i 2016/2017 kończył kolejno z bilansem 28 meczów, 1 gol oraz 27 meczów i 2 gole.
18 lipca 2017 został nowym zawodnikiem rotterdamskiego Feyenoordu. Kwota transferu wyniosła około 4,8 miliona euro, a sam St. Juste związał się z nowym klubem czteroletnią umową. 7 sierpnia 2019 odszedł za 9 milionów euro do niemieckiego 1. FSV Mainz 05.

## Statystyki kariery
(aktualne na dzień 2 lutego 2018)
| Klub          | Sezon     | Liga     | Liga       | Liga  | Liga | Puchar krajowy | Puchar krajowy | Rozgrywki europejskie | Rozgrywki europejskie | W sumie | W sumie |
| Klub          | Sezon     | Liga     | Liga       | Mecze | Gole | Mecze          | Gole           | Mecze                 | Gole                  | Mecze   | Gole    |
| ------------- | --------- | -------- | ---------- | ----- | ---- | -------------- | -------------- | --------------------- | --------------------- | ------- | ------- |
| sc Heerenveen | 2014/2015 | Holandia | Eredivisie | 9     | 0    | 0              | 0              | –                     | –                     | 9       | 0       |
| sc Heerenveen | 2015/2016 | Holandia | Eredivisie | 28    | 1    | 3              | 0              | –                     | –                     | 31      | 1       |
| sc Heerenveen | 2016/2017 | Holandia | Eredivisie | 27    | 2    | 3              | 0              | –                     | –                     | 30      | 2       |
| Feyenoord     | 2017/2018 | Holandia | Eredivisie | 12    | 1    | 3              | 0              | 5                     | 1                     | 20      | 2       |
| W sumie       | W sumie   | W sumie  | W sumie    | 76    | 4    | 9              | 0              | 5                     | 1                     | 90      | 5       |